# Analizzatore a settore magnetico
In spettrometria di massa il settore magnetico è un analizzatore basato sul fatto che ioni con la stessa carica e massa diversa immersi in un campo magnetico percorreranno una traiettoria con raggi di curvatura differenti.
In accoppiamento con il settore elettrostatico forma l'analizzatore a doppia focalizzazione, perciò il settore magnetico è anche chiamato analizzatore a singola focalizzazione.
Sebbene il settore magnetico sia un analizzatore a bassa risoluzione, l'analizzatore a doppia focalizzazione è ad alta risoluzione.

## Meccanismo
La differenza di potenziale alle estremità della camera di ionizzazione (potenziale di accelerazione) V impartisce agli ioni in uscita dalla camera un'energia cinetica
{\displaystyle {\frac {1}{2}}mv^{2}=eV}
L'analizzatore è immerso in un campo magnetico di intensità H, sugli ioni in corsa agisce quindi una forza
{\displaystyle F=Hev}
che cambia la loro traiettoria in una curva di raggio r tale per cui
{\displaystyle Hev={\frac {mv^{2}}{r}}}
combinando le tre equazioni si ottiene la relazione tra il raggio di curvatura e la massa dello ione:
{\displaystyle {\frac {m}{e}}={\frac {H^{2}r^{2}}{2V}}}
Normalmente H e r dipendono dal tipo e dalle dimensioni del magnete usato e sono quindi mantenuti statici, ciò significa che ad ogni valore del potenziale di accelerazione V solo gli ioni di una data massa m (trascuriamo le ionizzazioni multiple) andranno a collidere col rivelatore.
Nella pratica, V viene fatto variare in un intervallo di valori tale da coprire il corrispondente intervallo di m (corrente ionica totale o total ion current, TIC).
Per misure ad alta sensibilità atte a rilevare la presenza di uno ione ben preciso è anche possibile fissare il valore di V sul valore corrispondente alla massa desiderata (monitoraggio del singolo ione o selected ion monitoring, SIM).